# وسيط روحاني
الوسيط الروحاني  هو الشخص الذي يدّعي، أو يدعي من حوله، أن لديه القدرة على إدراك المعلومات التي لا يمكن إدراكها عن طريق الحواس العادية، من خلال نوع من الإدراك فوق-الحسي (ESP). كما يستخدم مصطلح «النفساني» أيضًا في وصف الممثلين المسرحيين، مثل سحرة المسرح، الذين يستخدمون بعض الفنون مثل الحواية والقراءة الباردة والقراءة الساخنة حتى يُظهروا تلك القدرات. قد يشير المصطلح أيضًا إلى قدرة العقل على التأثير على العالم ماديًا باستخدام قوى التحريك العقلي، مثل تلك التي قدمها أوري جيلر (Uri Geller).
وعادةً ما يظهر النفسانيون في روايات الـفانتازيا، مثل رواية المنطقة الميتة (The Dead Zone) لـستيفن كينغ (Stephen King). وعلاوة على ذلك، فهناك صناعة ضخمة قائمة في ذلك المجال، حيث يقوم النفسانيون بتقديم الاستشارات والنصائح لعملائهم. ومن أشهر النفسانيين المعاصرين مس كليو (Miss Cleo)، وجون إدوارد (John Edward)، ودانييل إجنيو (Danielle Egnew)، وخوزيه أورتيز ال بوين سامرتينو (Jose Ortiz El Buen Samaritano)، وسيلفيا براون (Sylvia Browne). كما يُعد وجود المحققين النفسيين، وبعض الممارسات الأخرى مثل علم الآثار النفسي، أو حتى الجراحات النفسانية دليلًا على وجود القوى النفسانية.
وصف بعد النقاد القوى النفسانية بأنها مجرد محاولات للخداع المتعمد، أو هذيان النفس. وفي عام 1988، قدمت الأكاديمية الوطنية للعلوم (U.S. National Academy of Sciences) تقريرًا عن الموضوع، وتوصلت في نهايته إلى أنه «لا يوجد أي تفسير علمي لتلك الظاهرة في الأبحاث التي أجريت على مدار 130 عامًا منذ بداية وجود علم ما وراء النفس.» وقد حاولت إحدى الدراسات من قبل أن تعيد تجارب علم ما وراء النفس التي كانت تدعم وجود الاستبصار والقوى النفسانية. ولكن كل تلك المحاولات «فشلت في أن توفر أي نتائج مهمة»، و«لذا، فلا داعي لدعم وجود القدرات النفسانية».